# Веселина Цанкова
Веселина Пенчева Цанкова е българска писателка, автор на белетристични и драматургични произведения, детски книги, сценарии и публицистика.

## Биография
Веселина Пенчева Цанкова е родена на 19 октомври 1931 г. В периода 1955 – 1972 г. работи като касиер и счетоводител в Радио Варна. Съосновател на Сдружението на писателите – Варна; известно време е била негов председател. Член на създадения преди 10 ноември 1989 г. Клуб за подкрепа на гласността и преустройството в България и на Клуба за гласност и демокрация. Тя е един от основателите на СДС във Варна.
Пиесите ѝ са поставяни на варненска сцена и в редица театри в страната. Известна е и с книгите си за деца.

Сценарист на българския игрален филм Някой пред вратата
Веселина Цанкова умира след тежко боледуване на 2 април 2014 г.
От 2018 г. една от улиците в местността Манастирски рид във Варна носи нейното име. Тя е родственица на войводата Панайот Карамфилович.

## Книги
- Защото съм Мария (разкази и новели) – Държавно издателство – Варна, 1972
- Приказки с раче – Отечество (издателство), 1984
- Щуро лято (новела) – ИК Зелена вълна, С., 1993
- Кокиче: Приказка за безстрашните цветя – Отечество (издателство), 1995
- Голяма олелия с малката хамсия (морски приказки) – изд. Земя прес, С., 1996
- Ай Кю (пиеси) (съд. Някой пред вратата; Капсулата; Ай Кю) – ИК Зелена вълна, С., 2001
- Малкото птиче лястовиче (за деца): ИК Зелена вълна, С., 2003
- Разговор в синьо с Христо Кирчев – ИК Стено, Варна, 2005
- Цамбур (за деца) – ИК Стено, Варна, 2009
- Шарено яйце (за деца) – ИК Стено, Варна, 2009
- Повестница за един български войвода: варненската фамилия Карамфилович с трагедията и величието на Македония – изд. Морски свят, Варна, 2012

## Участие в сборници и други издания
- 10+ фестивални пиеси – изд. Славена, Варна, 2005
- Ex libris (избрани стихове) (съдържа и преводи от Иван Троянски): автори Веселина Цанкова, Иван Троянски, Турхан Расиев – изд. Славена, Варна, 2005
- 8 фестивални пиеси (сборник) – Сдружение Нова българска драма, Шумен, 2008
- Летопис на извисената духовност: 20 години Сдружение на писателите – Варна[3] – автори Веселина Цанкова и Марко Илиев, изд. Морски свят, Варна, 2011